# فئودور فلیکس کنراد لینن
فئودور فلیکس کنراد لینن (آلمانی: Feodor Felix Konrad Lynen؛ زادهٔ ۶ آوریل ۱۹۱۱ - درگذشتهٔ ۶ اوت ۱۹۷۹) یک بیوشیمی‌دان آلمانی بود.
او در سال ۱۹۶۴ جایزه نوبل فیزیولوژی و پزشکی را با کنراد بلوخ برای اکتشافات خود در مورد سازوکار و تنظیم کلسترول و متابولیسم اسید های چرب به دست آورد. این کشف ها برای سال‌ها طول کشید. کمیته نوبل احساس کرد که این مهم است، زیرا درک متابولیسم استرول‌ها و اسیدهای چرب می‌تواند نشان دهد که چطور کلسترول در بیماری های قلبی و سکته تاثیر می‌گذارد. سخنرانی نوبل او در ۱۱ دسامبر سال ۱۹۶۴ "مسیر از" اسید استیک فعال‌شده "به ترپن‌ها و اسیدهای چرب بود.